# Костёл Святого Антония Падуанского (Могилёв)
Костёл Святого Антония Падуанского — кирпичный католический храм в Могилёве. Он расположен на пересечении проспекта Шмидта и улицы Николая Островского.

## История

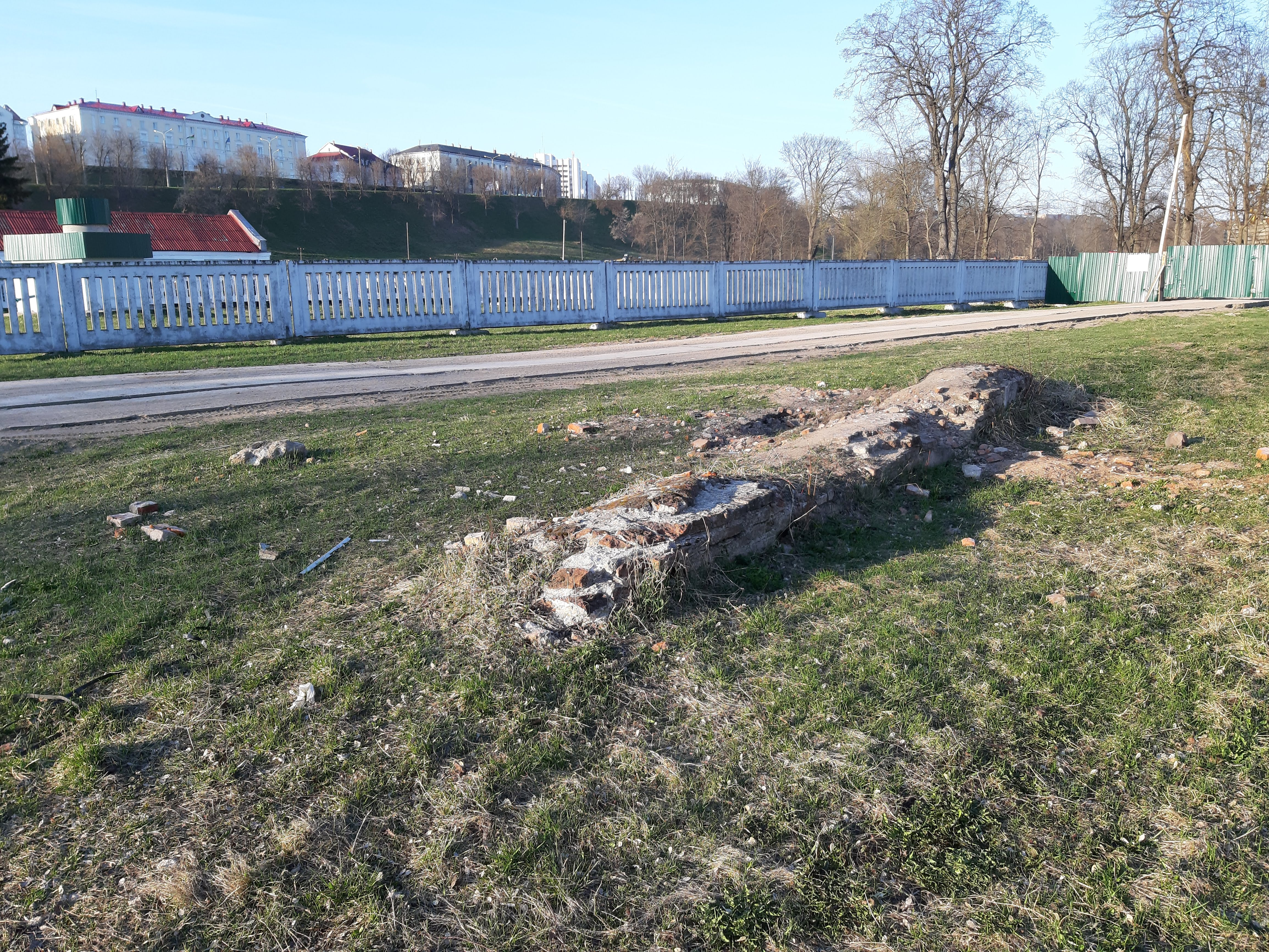
Остатки костёла Святого Антония Падуанского

История прихода начинается в XVII веке, когда в 1687 году по приглашению основателей Теодора Ржавуцкого и Михала Пятуцкого сюда прибыли бернардинцы. В 1702 году была построена первый деревянный костёл св. Антония. В 1708 году костёл сгорел, а на ее месте в 1720-х годах была построена новая каменного костёла. В 1957 году церковь разобрали.

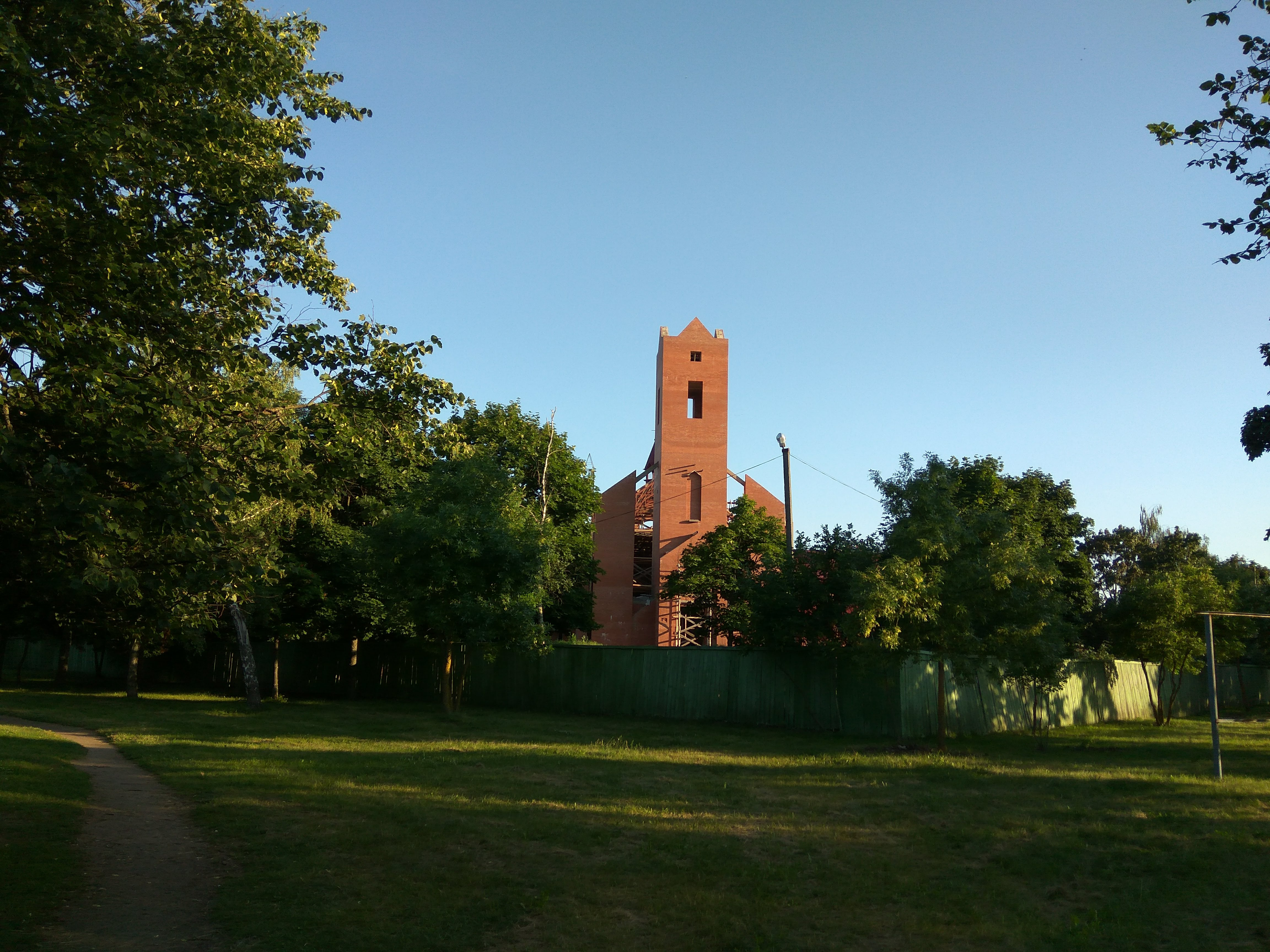
Костёл Святого Антония Падуанского по состоянию на 10 июля 2018 г.

Приход возобновил свою деятельность в 2002 году, охватив территорию Заднепровье. В 2004 году кларетинцы приехали в Могилёв и взялись за подготовку документов, чтобы начать строительство нового костела. В 2007 году была построена временная часовня с классом для занятий.
В 2008 году было начато строительство нового костела св. Антония, но в другом месте. В 2010 году был завершен нулевой цикл. В 2017 году были выведены стены и начато строительство башни. В 2018 году был положен крышу и начаты внутренние отделочные работы.
В приходе действуют различные общины и церковные движения: Домашняя церковь, Живой Розарий, Легион Марии, Детский Легион Марии.

## Архитектура
Архитектор церкви — Сергей Воронец.
По плану высота единственного нефа церкви будет достигать 40 метров. В построенном здании планируется создать центр католической жизни, на первом этаже разместятся столовая для бедных, школа, библиотека.

## Настоятели прихода
- Ежи Вяжховский
- Виталий Чабатар